# Cybercriminalité au Bénin

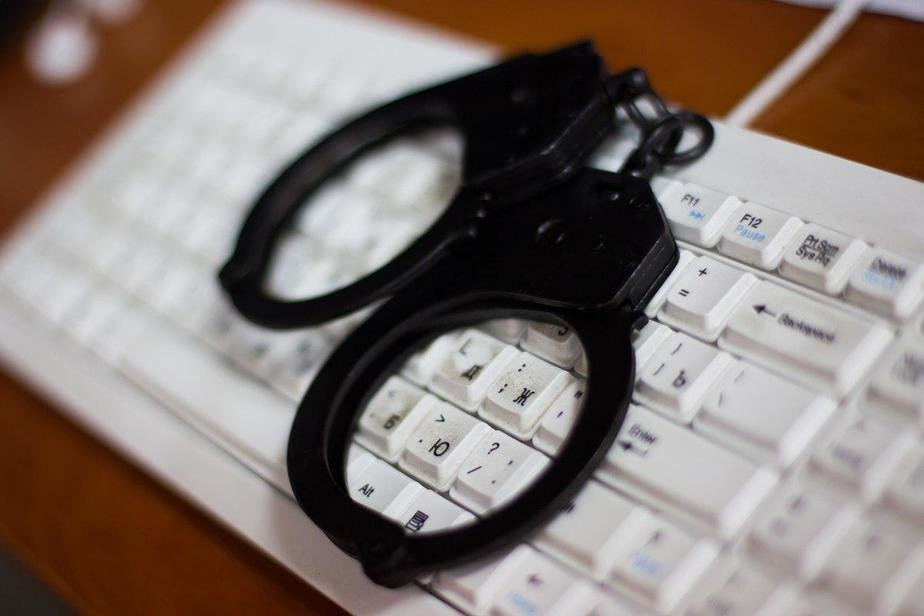
Cybercrime

La cybercriminalité au Bénin est l'ensemble des activités criminelles menées en ligne sur Internet ou d'autres réseaux au Bénin. Il s’agit d’une variété de techniques pour commettre des crimes en ligne, tels que la fraude en ligne, le vol d'identité, le piratage informatique, l'envoi de courriels malveillants et la diffusion de logiciels malveillants.
Pour mener la lutte contre la cybercriminalité qui porte atteinte à la confiance numérique, le Bénin a procédé le mercredi 11 novembre 2020 à la signature d’une convention de partenariat entre le cyberespace béninois et burkinabé à travers les Agences nationales de la sécurité des systèmes d’information (ANSSI) des deux pays.  En 2018, l’adoption par le gouvernement de la loi relative à la cybercriminalité qui prévoit des peines sévères pour les auteurs de crimes informatiques renforce également la lutte contre ce fléau .

## Historique
La cybercriminalité, un fléau qui se propage de plus en plus sur le territoire béninois, se veut être une activité pratiquée par  toute sorte de couche sociale, notamment les jeunes instruits ou pas, à la quête du gain facile. La cybercriminalité se voyait être pratiquée hors du territoire béninois et propre au Nigérian. C'est en 1997 que remonte le premier cas d'escroquerie par voie numérique au Bénin. Réapparu vers les années 2000 à la suite de la migration des jeunes cybercriminels du Nigéria pour s'installer dans certaines villes du Bénin (Sèmè Kraké, Porto-Novo, Cotonou...). Et sont pour la plupart des écoliers, des étudiants et autres dit "Gayman" très tôt sortis du cursus scolaire pour se livrer à la cybercriminalité, une activité qui leur est très profitable. Les méthodes d'escroquerie sont assez variées, elles partent d'une vente physique à une vente en ligne (dons, prêts bancaires et autres services, extorsions en ligne, relations amoureuses). La cybercriminalité se voit prendre son envol au Bénin dès le début des années 2000,,.

## Causes
Au Bénin, les causes de la cybercriminalité varient,,,,:
- La proximité du Bénin avec le Nigéria: le Nigéria autrefois était pionnier dans le domaine de la cybercriminalité. Sa proximité avec le Bénin favorise la migration des Nigérians vers le Bénin. Cette situation s'est accentuée avec l'adoption de la loi 419 qui sanctionne les cybercriminels du Nigéria,
- L'absence de loi anti-cybercriminelle : pendant longtemps, le Bénin est resté sans loi qui sanctionne les crimes sur internet. Cela a permis la prolifération de cette activité sur le territoire béninois,
- Le poids du chômage grandissant : le problème du chômage qui est propre à l'Afrique mais aussi au Bénin constitue l'une des causes. Faute de disposer d'une source de revenus adéquate, les jeunes sont poussés vers les premières solutions qui s'offrent à eux "la cybercriminalité",
- L’appât de gain facile : l'envie de gagner beaucoup d'argent assez vite sans le moindre effort pousse plusieurs jeunes à s'adonner à cette pratique,
- La logique de l'autodéfense : la plupart des «gaymans» et leurs supporteurs estiment que cette activité leur permet de rendre le coup aux blancs pour la traite négrière dont ont souffert nos ancêtres,
- L’effet de masse : beaucoup de jeunes s'adonnent à cette pratique dans le but de ne pas être en marge de ce qu'ils pensent être une activité fructueuse ne demandant pas grand effort,
- La réputation du Bénin dans le domaine occulte : les cybercriminels comptent sur une grande force, le vodoun. Les forces magiques qui sont associées à ce culte sont utilisées par les cybercriminels pour convaincre facilement leur victime et commettre leur crime.

## Conséquences
Au vu des causes de la cybercriminalité au Bénin, elle a aussi des conséquences à l'interne et à l'externe. La cybercriminalité « décrédibilise » le Bénin auprès des gros investisseurs étrangers. Le Bénin est perçu comme un pays regroupant de nombreux cybercriminels ayant pour but de dépouiller les investisseurs étrangers. À cela s’ajoute la déscolarisation des jeunes au profit de cette activité illégale . Certains jeunes béninois se retrouvent ainsi sur un chemin de facilité. Le péril sur le potentiel humain ici est que le taux d’excellence en matière d’éducation au Bénin est en chute libre. Le sociologue Calixte Houédé, interviewé par le magazine CIO-MAG disait:
...Cela va créer des cas sociaux parce qu’ils vont sortir de l’école sans aucune qualification. Ils seront plus vulnérables à l’exclusion de la société parce qu’ils n’ont pas les potentialités pour répondre à un certain nombre de compétences en matière d’emploi. Si on laisse ce comportement se développer au sein de la jeunesse, d’ici 15 à 20 ans, on va manquer de compétences avérées...
Une autre conséquence de cette activité est le développement de l’occultisme avec le phénomène grandissant des sacrifices humains. Pour plus d’efficacité, les cybercriminels n’hésitent plus à user de grands moyens tels que les sacrifices humains.

## Mesures prises
Le Gouvernement béninois actuel, depuis son avènement en 2016, a fait de la lutte contre la cybercriminalité une priorité. Son tout premier outil dans cette mission reste l'Office Central de Répression de la Cybercriminalité (OCRC). Depuis sa création en 2013, cette structure a été dotée de moyens efficaces dans la lutte contre le fléau.
En considérant le décret n°2013-213 du 03 mai 2013, cette organisation a pour principale mission de mettre hors d'état de nuire toute personne coupable de crime se rapportant à la cybercriminalité .
Sa dernière grande prise en date reste celle du jeudi 23 février 2023 à Yénawa Akpakpa (à Cotonou). L'organisation a pu mettre la main sur une femme considérée comme la plus redoutable au Bénin en termes de cybercriminalité. Celle qui est dénommée ”Patronne des Cybercriminels” a été arrêtée à la suite d'une enquête des éléments de l’OCRC.
Egalement le samedi 11 mars 2023 dans le département de l'Ouémé, des descentes ont été effectuées plus précisément à Porto-Novo et Avrankou. Au total, 13 présumés cybercriminels ont été arrêtés et mis à disposition de la justice.
L'OCRC est actuellement dirigé par le Directeur Central, en la personne du commissaire de police de première classe, Donatien SOKOU. Collaborant de manière étroite avec la population (sur dénonciation), l'office a la possibilité de mener des investigations afin de mettre la main sur des présumés cybercriminels et les présenter à la Cour de Répression des Infractions Economiques et du Terrorisme (CRIET).
Cette cour est chargée de traiter les affaires criminelles de toutes formes au Bénin. Elle présente un bilan important dans le jugement et la condamnation des cybercriminels. Entre 2021 et 2023, l'on dénombre 1188 détenus dont 360 cybercriminels condamnés en 2021, 451 en 2022 et 263 en 2023.